# Rectodiscus
Rectodiscus es un género de foraminífero bentónico, normalmente considerado un subgénero de Ammarchaediscus, es decir Ammarchaediscus (Rectodiscus), pero aceptado como sinónimo posterior de Uralodiscus de la subfamilia Archaediscinae, de la familia Archaediscidae, de la superfamilia Archaediscoidea, del suborden Fusulinina y del orden Fusulinida. Su especie tipo era Permodiscus rotundus. Su rango cronoestratigráfico abarcaba desde el Tournasiense hasta el Viseense (Carbonífero inferior).

## Discusión
Algunas clasificaciones más recientes hubiesen incluido Rectodiscus en el Suborden Archaediscina, del Orden Archaediscida, de la Subclase Afusulinana y de la Clase Fusulinata.

## Clasificación
Rectodiscus incluía a la siguiente especie:
- Rectodiscus rotundus †, también considerado como Ammarchaediscus (Rectodiscus) umbogmaensis †, pero aceptado como Uralodiscus rotundus †